# Comuna Larînivka, Novhorod-Siverskîi
Larînivka (în ucraineană Ларинівка) este o comună în raionul Novhorod-Siverskîi, regiunea Cernihiv, Ucraina, formată din satele Buhrînivka, Faiivka, Larînivka (reședința) și Soloviiv.

## Demografie
Componența lingvistică a comunei Larînivka
     Ucraineană (98,14%)
     Rusă (1,53%)
     Alte limbi (0,33%)
Conform recensământului din anul 2001, majoritatea populației comunei Larînivka era vorbitoare de ucraineană (98,14%), existând în minoritate și vorbitori de rusă (1,53%).